# VALU
VALU（バリュー）は、日本の株式会社VALU（バリュー、代表取締役小川晃平）によって運営されていたフィンテックサービス。2017年からベータ版が運営されていたが、2020年3月末でサービスが終了した。

## 概要
名称の由来は「VAL(VALUE=価値) + U (YOU=あなた)」。個人が株式会社のようにVAとよばれる擬似株式を発行することができ、売りに出されたVAは自由に売買することができる。取引は全てビットコインを用いて行われる。
2017年5月31日にβ版としてリリースされた。対応言語は日本語・英語。取引可能時間は9時から21時まで。VAの発行者数は2017年7月21日に約1万2000人と報道された。

## 開発の経緯
小川晃平は2011年にグリーに入社し、翌年からシリコンバレーにある米国支社でサーバーエンジニアを務めた。帰国後、フリーランスのエンジニアに転身。複数の新規事業の立ち上げに従事したのものの、いずれも資金不足によって事業拡大を諦めるほかなかった。ビットコインと出会ったのはそうした状況であった。
開発者の一人である中村洋基はVALUの始まりについて、自身と小川晃平、堀江貴文が出会ったことがきっかけだったと明かしている。
カウンターパーティーとはビットコインに実装されている機能のひとつで、この機能を用いることでビットコインと互換性のある独自通貨を発行することができる。堀江はこのときすでに「ホリエモンカード」という名称で独自通貨を発行していた。三人はアイデアを出しあっていくうちに、この独自通貨を自由に売買できる仕組みを整えれば、個人が株式会社のようにふるまって資金調達を行うことができる可能性に気づいていった。
2016年11月1日、株式会社VALU設立。中村が設立者の一人でありクリエイティブディレクターを務める広告・デザイン企業PARTYが出資を行っている。その他出資者には家入一真もいる。堀江は取締役に名を連ねた。
中村は「このサービスは、使い方によっては破壊的になりえる」と認識しており、開発にあたってはクローズドベータで何回もテストを重ねたという。また金融庁にも頻繁に足を運び、1つ1つの機能について法律面の問題がないか確認を行ったとしている。
しかし、19年5月末に成立した改正資金決済法への対応が困難とのことからサービス終了となった。